# 今金町立種川小学校
今金町立種川小学校（いまかねちょうりつ たねかわしょうがっこう）は北海道瀬棚郡今金町種川に所在する公立小学校である。

## 概要
種川地区は1894年に入植が始まり、翌年頃より子弟を対象とした私塾が開設されていた。
1899年（明治32年）に第三利別簡易教育所の認可がなされ、半年後には校舎が落成した。
昭和期に入り、種川鉱山の採掘により児童数が200人を超える。
1946年には、高等科設置や近隣の合板工場の稼働により400人に迫る児童数となった。
その後、過疎化の影響により児童数の減少が続き、2013年現在、町内唯一の複式学級となっている。また、小規模特認校制度に基づく特認校である。

## 沿革
- 1899年4月28日 - 第三利別簡易教育所として開所。
- 1902年5月1日 - 第三利別尋常小学校に改称。
- 1927年2月9日 - 目津府尋常小学校に改称。
- 1934年4月1日 - 高等科を併置。
- 1941年4月1日 - 種川国民学校に改称。
- 1947年4月1日 - 種川小学校に改称。種川中学校開校。
- 1948年4月1日 - 光川分校設置。
- 1949年4月1日 - 住吉分校設置(住吉小学校を経て、現在は廃校)。
- 1950年11月15日 - 種川中学校独立校舎へ移転。
- 1953年7月15日 - 新校舎落成(2代目)。
- 1966年4月1日 - 光川分校を統合。
- 1988年3月31日 - 種川中学校閉校。
- 1984年8月20日 - プール完成。
- 1986年4月1日 - 複式学級の開始。
- 1989年12月12日 - 新校舎落成(3代目)。
- 1990年11月15日 - 新体育館落成。

## 教育方針
人間尊重の精神を基調とし、心身ともに健康で個性豊かな人間を育成する。
- たくましく健康な子ども
- 自ら考え、進んでやりぬく子ども
- みんなと協力し合う子ども
- 美しさを求め、心のやさしい豊かな子ども

## 交通
- 函館バス種川小学校前バス停より徒歩約5分。